# 台中市公車303路
台中市公車303路行駛大勇四維東路口到新民高中（健行路），主要行經清水區鎮政路、清水區鰲峰路、清水區中山路、沙鹿區中山路及臺灣大道，由統聯客運營運。

## 歷史
- 2004年8月23日：83路通車。
- 2004年11月1日：干城之端點延駛至新民高中。
- 2005年3月1日：增闢區間車83區（朝馬─新民高中）。
- 2011年2月14日：增闢副線83副（臺中港旅客服務中心－新民高中）。
- 2011年9月1日：沙鹿高工之端點延駛至鹿寮國中。83區間車變更路線編號為86路並延伸至東海別墅（東海別墅－新民高中），為24小時營運。83副線變更路線編號為87路（臺中港旅客服務中心－新民高中）。
- 2012年8月31日：試辦前後門雙機刷卡。[1]
- 2013年2月6日：獲選為101年台中市公車路線評鑑6條優等路線之一。[2]
- 2014年7月28日：由83路調整為BRT藍線接駁公車藍12路〈弘光科技大學－港區藝術中心〉通車[3]，另新增藍12區間車（弘光科技大學－鹿寮國中）；交通局考量民眾乘車習慣，提供路線轉換期，2014年7月28日至2014年9月30日83路與藍12路並行，期間83路增長班距行駛[4]。
- 2014年8月26日：83路臺灣大道五權路口站位雙邊撤站[5]。
- 2014年9月15日：藍12路區間車（704）配合83路續駛而停駛。
- 2014年9月17日：原訂83路將於2014年9月30日以後停止服務，改行駛藍12路，台中市交通局考量此路線為民眾最常使用路線之一，故最後決定保留83路[6]，因此83路與藍12路各為獨立路線；為使運輸資源有效利用及減少民眾等待時間，台中市交通局主動協調客運業者迄站位相同之「83路與88路」、「藍7與藍12」公車，自即日起創新推出聯合排班制度。
- 2014年10月24日：藍12路增停「清水區公所」。
- 2015年6月7日：配合優化公車專用道將於7月8日上路，台中市交通局宣布將台中市公車83路整合規劃為台中市公車303路，其營運區間、發車時刻及已改制之BRT藍線接駁公車藍12路去從尚未說明。[7] [8] [9] [10] [11] [12] [13]
- 2015年6月18日：台中市政府交通局公布台中市公車303路路線圖。[14]依據此路線圖及臺中市政府推出的優化公車專用道懶人包Q&A [15]，83路（沙鹿－新民高中）與藍12路（正英臺灣大道口－港區藝術中心）整併並改號303路、行駛於優化公車專用道，行駛臺灣大道慢車道的公車站牌全數裁撤，改停靠優化公車專用道的公車站（原臺中市快捷巴士藍線車站）。
- 2015年7月8日：83路與藍12路整併並正式將路線編碼更改為「台中市公車303路」，營運區間改為「港區藝術中心－新民高中」。
- 2016年10月29日：配合「臺中鐵路架化第二階段工程」，臺中火車站往新民高中方向站位暫時裁撤，並調整至「第一廣場」站位上下車。[16] [17] [18]
- 2017年7月1日：「市立殯儀館」更名為「北區運動中心」。[19]
- 2019年1月1日：「臺中火車站」站名更改為「臺中車站（臺灣大道）」。
- 2021年5月31日：「一心市場」更名為「三民錦新街口」。
- 2023年8月14日：路線延伸至大勇四維東路口。

## 路線基本資料
全程行車里數約28.0公里，全程行車時間約1小時40分鐘。往新民高中（健行路）共62站，往大勇四維東路口共66站。
本路線從大勇四維東路口起，沿著清水區鎮政路、鰲峰路、清水區中山路、沙鹿區中山路、光大路、光華路、臺灣大道、中區中山路、建國路、雙十路、精武路、三民路、崇德路及健行路至新民高中（健行路）。

### 時刻表
- 時刻表僅供參考，請以統聯客運網站公告為準。

| 台中市公車303路平/假日時刻列表 | 台中市公車303路平/假日時刻列表 | 台中市公車303路平/假日時刻列表 | 台中市公車303路平/假日時刻列表 |
| ------------------------------ | ------------------------------ | ------------------------------ | ------------------------------ |
| 大勇四維東路口開時刻           | 大勇四維東路口開備註           | 新民高中（健行路）開時刻       | 新民高中（健行路）備註         |
| 05:10                          | -                              | 05:55                          | -                              |
| 05:40                          | -                              | 06:10                          | -                              |
| 06:00                          | -                              | 06:40                          | -                              |
| 06:20                          | -                              | 07:10                          | -                              |
| 06:40                          | -                              | 07:40                          | -                              |
| 07:00                          | -                              | 08:10                          | -                              |
| 07:20                          | -                              | 08:20                          | -                              |
| 07:40                          | -                              | 08:50                          | -                              |
| 08:00                          | -                              | 09:10                          | -                              |
| 08:20                          | -                              | 09:40                          | -                              |
| 08:30                          | -                              | 10:10                          | -                              |
| 08:40                          | -                              | 10:20                          | -                              |
| 09:10                          | -                              | 10:50                          | -                              |
| 09:35                          | -                              | 11:10                          | -                              |
| 09:50                          | -                              | 11:30                          | -                              |
| 10:20                          | -                              | 12:00                          | -                              |
| 10:50                          | -                              | 12:30                          | -                              |
| 11:20                          | -                              | 12:50                          | -                              |
| 11:50                          | -                              | 13:20                          | -                              |
| 12:20                          | -                              | 13:50                          | -                              |
| 12:50                          | -                              | 14:20                          | -                              |
| 13:20                          | -                              | 14:50                          | -                              |
| 13:50                          | -                              | 15:10                          | -                              |
| 14:30                          | -                              | 15:50                          | -                              |
| 15:15                          | -                              | 17:15                          | -                              |
| 15:55                          | -                              | 17:55                          | -                              |
| 16:30                          | -                              | 18:30                          | -                              |
| 18:00                          | -                              | 19:00                          | -                              |
| 18:35                          | -                              | 19:40                          | -                              |
| 19:00                          | -                              | 20:15                          | -                              |
| 20:00                          | -                              | 20:50                          | -                              |
| 21:00                          | -                              | 21:45                          | -                              |
| -                              | -                              | 22:35                          | -                              |

### 停站
參見右側站牌及下方路線圖，綠色路段為行駛優化公車專用道。
- 設有公車專用道的候車站（原臺中BRT藍線車站）每站皆停且無須按下車鈴及招手攔車，其他停靠站須按下車鈴及招手攔車才會停靠該站。
- 參見右側路線圖。

### 收費
依里程計費；刷電子票證10公里免費。

## 照片集

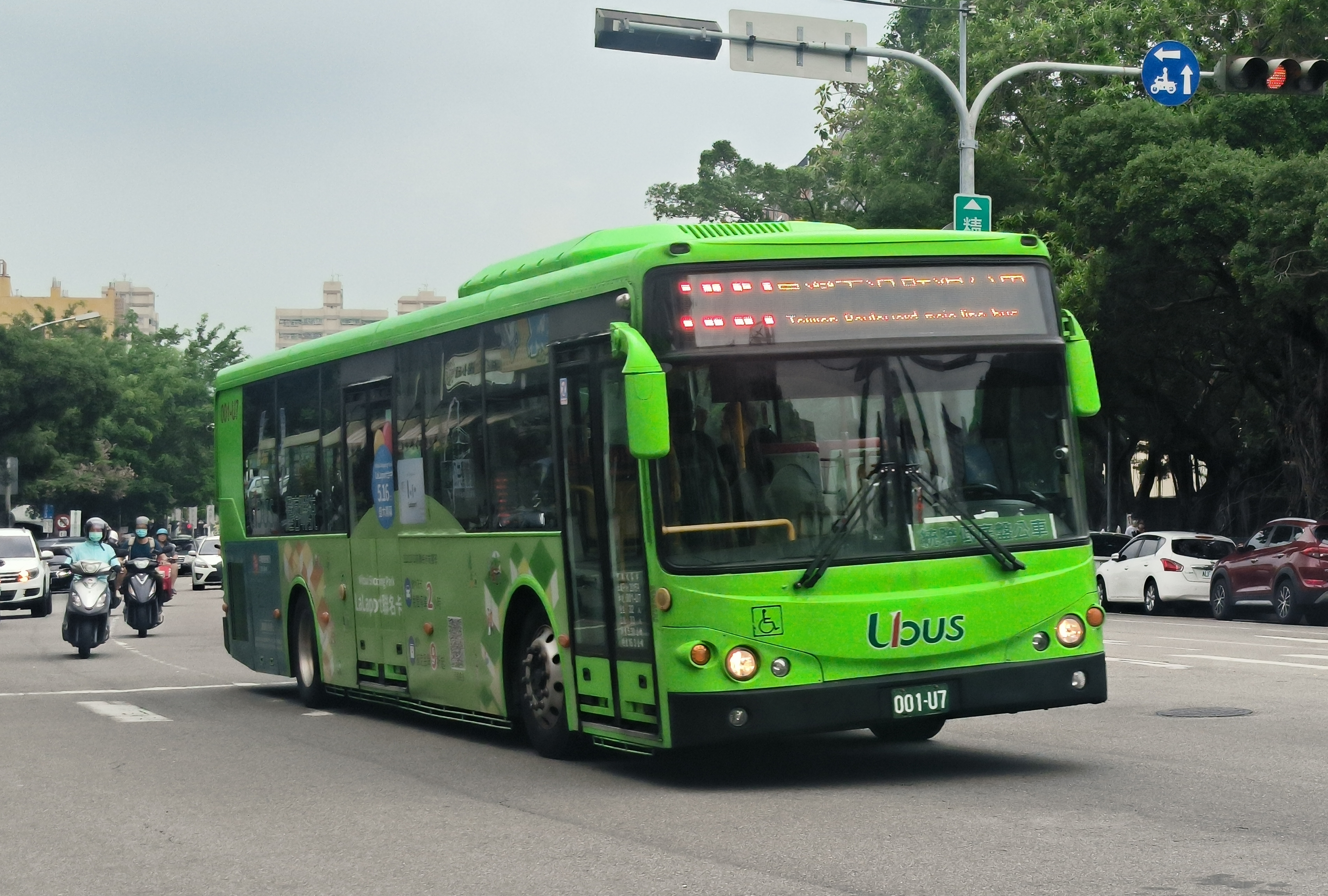
統聯303路低底盤公車
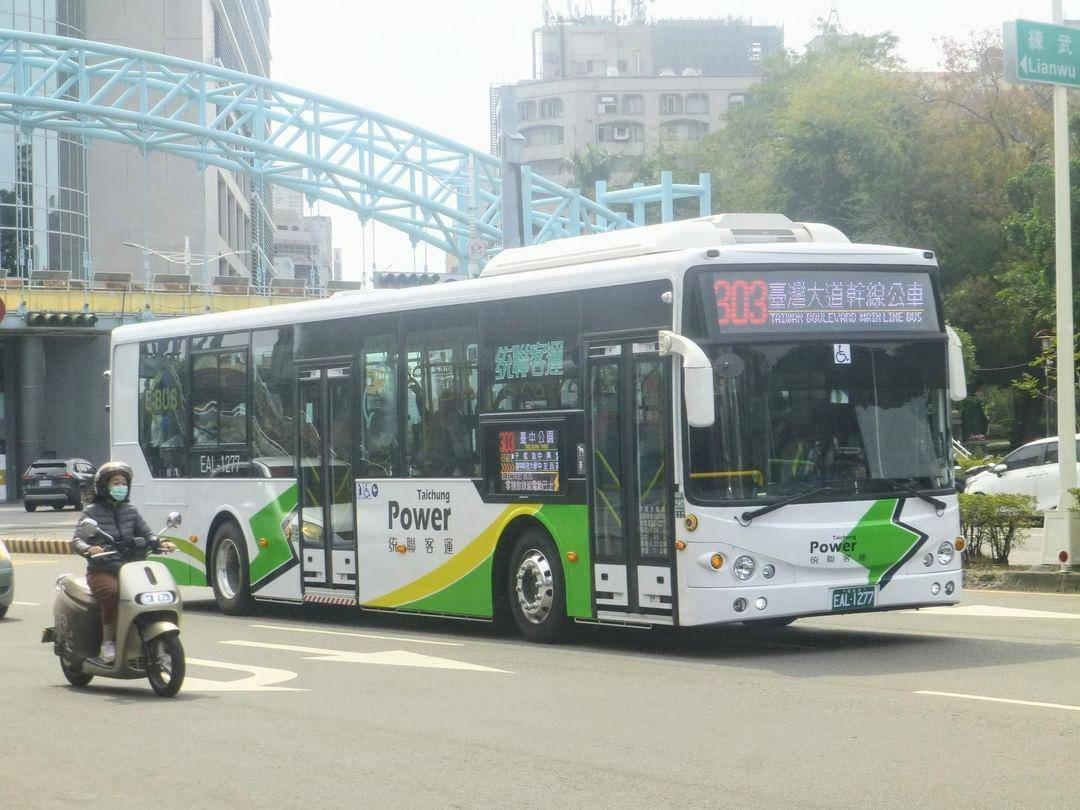
統聯303路 金龍電巴